# Dom dlja bogatykh
Dom dlja bogatykh (russisk: Дом для богатых, da.: Hus for de rige) er en russisk spillefilm fra 2000 instrueret af Vladimir Fokin.

## Medvirkende
- Valentin Gaft - Roman Rumjanov
- Vladimir Jerjomin - Jevgenij Burkovskij
- Konstantin Khabenskij - Jurij Sapozjnikov
- Jurij Stepanov - Serafim Pukhov
- Valerij Barinov - Akim Sjpet